# Comuna Serhiivka, Liubașivka
Serhiivka (în ucraineană Сергіівка) este o comună în raionul Liubașivka, regiunea Odesa, Ucraina, formată din satele Ivanivka, Novovozdvîjenka, Oleksandrivka și Serhiivka (reședința).

## Demografie
Componența lingvistică a comunei Serhiivka
     Ucraineană (82,18%)
     Română (16,25%)
     Rusă (1,56%)
Conform recensământului din 2001, majoritatea populației comunei Serhiivka era vorbitoare de ucraineană (82,18%), existând în minoritate și vorbitori de română (16,25%) și rusă (1,56%).